# Mischabel
Mischabel je mohutná horská skupina ve Švýcarsku, ve Walliských Alpách. Leží mezi údolími Mattertal na západě a Saastal na východě a je po masivu Mont Blancu a skupině Monte Rosa třetím nejvyšším horským masivem v Alpách. Nachází se v něm 10 čtyřtisícovek a řada dalších vrcholů, které patří k vysokým třítisícovkám. Hlavní vrchol skupiny Dom (4545 m n. m.), je nejvyšším čistě švýcarským vrcholem, který celou svojí základnou leží v hranicích kantonu Wallis.

## Původ názvu
Původ jména Mischabel není jasný. Podle jednoho názoru je odvozeno od místního selského názvu tříhrotých vidlí „Mischtgabla“ (správně německy Mistgabel), podle jiného názoru je odvozen z arabského slova „Mudjabal“, používaného Saracény, kteří okolo roku 900 pronikli do oblasti Wallis, které znamená „horský hřeben“.

## Čtyřtisícovky
Centrální část Mischabel sestává ze tří čtyřtisícových vrcholů (od jihu k severu):
- Täschhorn (4491 m n. m.)
- Dom (4545 m n. m.)
- Lenzspitze (4294 m n. m.), dříve nazývaná Südlenz.

Vrcholy v hřebenu, vedoucím dále k severozápadu od Lenzspitze, který se nazývá Nadelgrat a navazuje na ni sedlem Nadeljoch (4208 m n. m.), jsou rovněž zařazovány do Mischabelu:
- Nadelhorn (4328 m n. m.)
- Stecknadelhorn (4241 m n. m.)
- Hohberghorn (4219 m n. m.)
- Dürrenhorn (4034 m n. m.).

Čtyřtisícovky označované jako Allalingruppe, navazující na jižní straně na Täschhorn přes sedlo Mischabeljoch (3847 m n. m.), jsou zpravidla také přiřazovány k masivu Mischabel (od severu k jihu):
- Alphubel (4206 m n. m.)
- Allalinhorn (4027 m n. m.)
- Rimpfischhorn (4198 m n. m.)
- Strahlhorn (4190 m n. m.).

## Ledovce
Na straně údolí Mattertal, tzn. na západní straně masivu, se nacházejí ledovce (od severu k jihu):
- Oblast Nadelgrat, Lenzspitze, Dom a Täschhorn
  - Riedgletscher
  - Dirrugletscher
  - Hohbärggletscher
  - Festigletscher
  - Kingletscher

- Oblast Allalingruppe
  - Alphubelgletscher
  - Mellichgletscher
  - Längfluegletscher
  - Adlergletscher
  - Findelgletscher.

Na straně údolí Saastal, tzn. na východní straně masivu, se nacházejí ledovce (od severu k jihu):
- Oblast Nadelgrat, Lenzspitze, Dom a Täschhorn
  - Hohbalmgletscher
  - Fallgletscher
  - Feegletscher
  - Weingartengletscher

- Oblast Allalingruppe
  - Hohlaubgletscher
  - Allalingletscher
  - Schwarzberggletscher.

## Chaty
Na straně údolí Mattertal, tzn. na západní straně masivu, se nacházejí chaty (od severu k jihu):
- Oblast Nadelgrat, Lenzspitze, Dom a Täschhorn
  - Bordierhütte
  - Europahütte
  - Domhütte
  - Kinhütte

- Oblast Allalingruppe
  - Täschhütte

Na straně údolí Saastal, tzn. na východní straně masivu, se nacházejí chaty (od severu k jihu):
- Oblast Nadelgrat, Lenzspitze, Dom a Täschhorn
  - Mischabelhütte
  - bivak Mischabeljoch

- Oblast Allalingruppe
  - Britanniahütte

## Vysokohorské cesty
Nad údolím Mattertal, na západní straně masivu Mischabel, vede vysokohorská trasa Europaweg, nad údolím Saastal, tedy na východní straně masivu, vede trasa Balfrin. Z obce Randa vede výstupová trasa k chatě Domhütte (2940 m), která je východiskem na Dom, nejvyšší vrchol skupiny. Jedná se o strmou stezku se skalnatými pasážemi, které jsou vybaveny ocelovými lany, kramlemi a žebříky.